# Rheocricotopus tirolus
Rheocricotopus tirolus är en tvåvingeart som beskrevs av Lehmann 1969. Rheocricotopus tirolus ingår i släktet Rheocricotopus och familjen fjädermyggor. Arten har ej påträffats i Sverige. Inga underarter finns listade i Catalogue of Life.